# Liljehornska huset
Liljehornska huset (Strandgatan 16) är en medeltida byggnad i Visby.
Liljehornska huset är Visbys största bevarade medeltida packhus och är dendrokronologiskt daterat till omkring 1265. Huset byggdes om vid mitten av 1800-talet, men har fortfarande medeltida murverk bevarat upp till sin fulla höjd (28 meter). Omfattande byggnadsarkeologiska undersökningar genomfördes på 1990-talet.